# 11945 Amsterdam
A 11945 Amsterdam (ideiglenes jelöléssel 1993 PC5) a Naprendszer kisbolygóövében található aszteroida. Eric Walter Elst fedezte fel 1993. augusztus 15-én.